# Hans-Jürgen Hackenberg
Hans-Jürgen Hackenberg (* 11. September 1950 in Gießen) ist ein ehemaliger deutscher Tischtennisspieler. Er nahm an der Weltmeisterschaft 1969 teil.

## Werdegang
Hackenberg spielte als Jugendlicher beim Gießener SV. Hier erzielte er seine ersten Erfolge. So gewann er mit der Jugendmannschaft 1966 den Hessenpokal und 1967 die hessische Meisterschaft. 1967 wurde er Dritter bei der deutschen Jugendmeisterschaft. Zwölfmal spielte er in der deutschen Jugendauswahl. 1968 und 1969 nahm er an der Jugendeuropameisterschaft teil, wobei er bei der letzteren mit der Mannschaft Platz drei erreichte. Mehrmals wurde er deutscher Hochschulmeister.
1967 verließ er seinen Heimatverein Gießener SV und spielte fortan bei mehreren Vereinen in höheren Klassen und auch in der Bundesliga, etwa bei TGS Rödelheim (bis 1970), Eintracht Frankfurt (ab 1970), FTG Frankfurt (1975) und SSV Reutlingen 05 (um 1977), TTC Grenzau sowie TTC Herbornseelbach (1980/81). 1985 stieg er mit Eintracht Frankfurt in die 2. Bundesliga auf. Ab 1985 war er wieder beim Gießener SV aktiv.
1969/70 wurde er mit Johannes Pfeufer Hessenmeister im Doppel, 1979 gewann er die Rheinlandmeisterschaft.
1969 wurde Hackenberg für die Individualwettbewerbe der Weltmeisterschaft nominiert. Im Einzel scheiterte er in der Qualifikationsrunde an dem Iren James Langan. Das Doppel mit Jürgen Lieder kam durch einen Sieg über Osvaldo Flores/Luis Aravena (Chile) in die Hauptrunde, wo es gegen Sarkis Sarkhoian/Gegam Vardonjan (SU) ausschied.

## Funktionär
2015 übernahm Hackenberg beim Deutschen Tischtennis-Bund DTTB als Nachfolger von Michael Geiger kommissarisch das Amt des Vizepräsidenten Finanzen.

## Privat
Hackenberg studierte Rechtswissenschaft und Betriebswirtschaftslehre. Von 2007 bis zum Eintritt in den Ruhestand war er Kaufmännischer Direktor am Universitätsklinikum Bonn. Er ist verheiratet und hat zwei Söhne.

## Turnierergebnisse
| Verband | Veranstaltung     | Jahr | Ort     | Land | Einzel | Doppel    | Mixed     | Team |
| ------- | ----------------- | ---- | ------- | ---- | ------ | --------- | --------- | ---- |
| FRG     | Weltmeisterschaft | 1969 | München | FRG  | Qual   | letzte 32 | letzte 64 |      |